# Willem Rudolfs
Willem Rudolfs (Wageningen, 13 februari 1886 - Epse, 20 februari 1959) was Nederlands geboren wetenschapper die zich specialiseerde in scheikunde, bacteriologie en civiele techniek. Ook werkte hij op het gebied van bodemchemie. Rudolfs volgde zijn opleiding aan de Universiteit van Illinois, het Pasteur-instituut in Parijs en Rutgers University, waar hij in 1921 zijn Ph.D. behaalde. De titel van zijn proefschrift was Experimential studies on sulfur oxidation by micro-organisms. Hij wordt erkend als een pionier op het gebied van sanitaire techniek en waterbeheer aan Rutgers University. 
Vanaf 1922 was hij verbonden aan het New Jersey Agricultural Experiment Station, waar hij leiding gaf aan onderzoek naar waterkwaliteit, afvalwater, industriële vervuiling en volksgezondheid. Zijn werk leidde tot aanzienlijke verbeteringen in afvalwaterbehandeling en volksgezondheidssystemen.
Rudolfs werk als biochemicus in entomologie, over de aantrekkings- of afstotingskracht van stoffen op muggen, hielp de ontwikkeling van insectenvallen waarmee de grootte van muggenpopulaties op verschillende locaties kon worden gemeten. Hij onderzocht de muggenwerende werking van zalven, om zo de verspreiding van malaria te voorkomen. En hij bestudeerde uitgebreid de relaties tussen weersomstandigheden en muggengedrag. Van 1921 tot 1925 gaf Rudolfs les bij de faculteit Entomologie. 

Een van zijn belangrijkste bijdragen was het onderzoek naar de overlevingsduur van ziekteverwekkende bacteriën, zoals tyfusbacillen, in water en afvalwater. Door nauwkeurige methoden te ontwikkelen om deze bacteriën te tellen, ontdekte Rudolfs dat ze meestal snel afsterven, maar dat onbehandeld afvalwater toch nog lange tijd ziekteverwekkers kan bevatten. Deze bevindingen ondersteunden het belang van effectieve zuivering.
Hij ontwikkelde ook kostenbesparende methodes voor chlorering van afvalwater, waarbij bleek dat onder de juiste omstandigheden veel minder chloor nodig was dan eerder gedacht. Zijn bevindingen droegen bij aan betere volksgezondheid, hogere vastgoedwaarden en schonere rivieren.
In 1929 werd Rudolfs door de Volkenbond geselecteerd om een internationale studie te doen naar water- en rioleringssystemen in Engeland, Nederland en Duitsland. Zijn bevindingen werden internationaal gepubliceerd en erkend.

## Onderwijs
Naast zijn wetenschappelijke werk zag Rudolfs het belang van onderwijs en pleitte hij voor de oprichting van een aparte afdeling voor Publieke Gezondheidstechniek aan Rutgers. Deze afdeling zou studenten moeten opleiden in onderwerpen als luchtvervuiling, ventilatie, geluidsoverlast en waterbeheer. Hij benadrukte dat een brede opleiding met aandacht voor techniek én geesteswetenschappen essentieel is voor toekomstige experts.
Rudolfs geloofde sterk dat vroege specialisatie zijn limieten had bereikt en dat de toekomst toebehoort aan veelzijdig opgeleide mensen. Zijn visie: afgestudeerden moeten flexibel, kritisch en sociaal bewust zijn, klaar om de grote uitdagingen van volksgezondheid en milieubeheer aan te pakken.

## Rudolfs medaille
In 1949 werd een onderscheiding van de Water Environment Federation vernoemd naar Willem Rudolfs. De Rudolfs Industrial Waste Management Medal wordt uitgereikt aan wetenschappers die met een publicatie een buitengewone bijdrage hebben geleverd aan verbetering van het industriële afvalwaterbeheer.
De WEF is een wereldwijde stichting voor watervoorziening en waterbeheer, die in 2019 drieëndertigduizend individuele leden en vijfenzeventig aangesloten lidorganisaties had. De federatie schoolt en traint waterbeheerprofessionals ter verbetering van de volksgezondheid en het milieu. Ook het Koninklijk Nederlands Waternetwerk (uitgever van het tijdschrift H2O) is erbij aangesloten.

## Pensionado in Nederland
In oktober 1952 ging Rudolfs met pensioen. Hij remigreerde vervolgens naar Nederland waar hij lezingen hield die op grote belangstelling konden rekenen van bedrijfsleven, politici, ambtenarij, milieubeschermers en wetenschap. Een drietal voorbeelden:
3 juni 1953 - Industrie en vuilwaterbestrijding in U.S.A., Waterschap Het Stroomgebied van de Dommel, Tilburg.
8 juli 1954 - Zuivering van Afvalwater aan Zuivelbedrijven in de V.S. van Amerika, Nederlandse Landbouwweek 1954, Wageningen.
27 oktober 1954 - Wettelijke voorschriften tegen waterverontreiniging enz. in U.S.A., Jaarvergadering Nederlandse Vereniging tegen Water-, Bodem- en Luchtverontreiniging, Utrecht.
In juni 1960 refereerde August Godfried Maris, directeur-generaal van Rijkswaterstaat, aan Rudolfs bij de opening van een laboratorium voor industrieel afvalwater van de Vereniging van Krachtwerktuigen.

## Persoonlijk
Willem Rudolfs werd op 13 februari 1886 in Wageningen geboren. Zijn ouders waren sigarenmaker Willem Rudolfs senior en Antonia van Ewijk. Rudolfs junior trouwde met Cornelia Gerdina (Cor) van Laar (Maurik 12 november 1888 - Joppe 21 december 1976). Rudolfs overleed in februari 1959 op 73-jarige leeftijd in Epse.
Het echtpaar Rudolfs-van Laar kreeg één zoon, Willem Rudolfs (1923–1947). Als kleinzoon van de sigarenmaker en zoon van de professor, groeide hij op binnen een sterk wetenschappelijk en moreel geëngageerde familie. Hij studeerde aan Yale University, volgde technische en militaire opleidingen, en diende als navigator in de Amerikaanse Army Air Forces tijdens de Tweede Wereldoorlog. Voor zijn bijdragen aan geallieerde luchtaanvallen werd hij onderscheiden. Na de oorlog zette hij zijn academische carrière voort, maar kwam op 24-jarige leeftijd om het leven tijdens een bergtocht bij de Gauligletscher.
Cors enige broer Jacob Melis van Laar (1893-1944) hielp onderduikers in de Tweede Wereldoorlog. Hij werd op 29 juli 1944 in zijn woonplaats Maasniel door de SiPo gearresteerd en overleed op 8 augustus 1944 in de gevangenis in Maastricht.